# Mistrzostwa Polski w Narciarstwie 1924
Mistrzostwa Polski w Narciarstwie 1924 – zawody sportowe, które odbyły się w 1924 w konkurencjach narciarskich w Polsce.

## Medaliści
| Dyscyplina               | Złoto                                       | Srebro                               | Brąz                                  |
| Kombinacja norweska      | Henryk Mückenbrunn SNPTT Zakopane           | Andrzej Krzeptowski I Sokół Zakopane | Franciszek Bujak SNPTT Zakopane       |
| Bieg seniorów na 15 km   | Andrzej Krzeptowski I Sokół Zakopane        | Franciszek Bujak SNPTT Zakopane      |                                       |
| Skoki seniorów           | Henryk Mückenbrunn SNPTT Zakopane           | Tadeusz Zaydel SNPTT Zakopane        | Andrzej Krzeptowski II SNPTT Zakopane |
| Bieg kobiet na 8 km      | Wanda Dubieńska SN AZS Kraków               | Irena Gwizdała Pogoń Lwów            |                                       |
| Bieg rozstawny 5 x 10 km | SNPTT Zakopane                              |                                      |                                       |
| Mistrzostwa armii        | strz. Andrzej Krzeptowski II SNPTT Zakopane |                                      |                                       |